# Каменный ручей (впадает в Онежское озеро)
Каменный — ручей в Петрозаводске, протекает в микрорайонах Сайнаволок и Ключевая. Вытекает из Четырёхвёрстного озера и впадает в Петрозаводскую губу Онежского озера. Исток ручья находится на высоте 170 м над уровнем моря, устье — 33 м. Длина около 3 километров. Глубина — 30-60 сантиметров. Течение бурное, порожистое. Дно сложено из камней. Расход воды оценивается 0,04 м³/с.